# 宇都宮葵星
宇都宮 葵星（うつのみや きさら、2004年6月23日 - ）は、愛媛県松山市出身のプロ野球選手（内野手・育成選手）。右投左打。読売ジャイアンツ所属。

## 経歴

### プロ入り前
三人兄弟の長男として生まれる。父はかつて四国アイランドリーグplusの愛媛マンダリンパイレーツに在籍した元プロ野球選手の宇都宮勝平。松山市立余土小学校で4年生の時にクラブチームの椿ジャビッツで野球を始め、松山市立余土中学校では軟式野球部に所属した。
愛媛県立松山工業高等学校に進学し、遊撃手のレギュラーを務めた。3年間で甲子園大会出場はなし。卒業後、かつて父も在籍した愛媛マンダリンパイレーツに入団した。

### 四国IL・愛媛時代
1年目の2023年は43試合に出場して打率.256、14打点を記録。みやざきフェニックス・リーグにも四国アイランドリーグplus選抜チームの一員として出場した。同年10月26日に開催されたドラフト会議にて育成3位で読売ジャイアンツから指名され、11月17日に支度金290万円、年俸400万円（推定）で仮契約した。背番号は007。担当スカウトは岸敬祐。

### 巨人時代
2024年8月7日、イースタン・リーグの東京ヤクルトスワローズ戦にて公式戦初安打となる2点適時二塁打を記録した。同リーグでは7試合の出場にとどまったものの、打率.333、2打点、1盗塁という成績を残した。オフに現状維持の推定年俸400万円で契約を更改した。

## 選手としての特徴
50m走5秒9の俊足が最大の武器。遠投105mの強肩も持つ。

## 人物
「葵星」という名は、「星のように輝いてほしい」という両親の思いが込められている。
幼少期から大の巨人ファンで、東京ドームに家族と観戦に訪れたこともあるという。

## 詳細情報

### 独立リーグでの打撃成績
| 年 度     | 球 団     | 試 合 | 打 数 | 得 点 | 安 打 | 二 塁 打 | 三 塁 打 | 本 塁 打 | 塁 打 | 打 点 | 三 振 | 四 球 | 死 球 | 犠 打 | 犠 飛 | 盗 塁 | 失 策 | 併 殺 打 | 打 率 | 出 塁 率 | 長 打 率 | O P S |
| --------- | --------- | ----- | ----- | ----- | ----- | -------- | -------- | -------- | ----- | ----- | ----- | ----- | ----- | ----- | ----- | ----- | ----- | -------- | ----- | -------- | -------- | ----- |
| 2023      | 愛媛      | 43    | 129   | 18    | 33    | 2        | 1        | 0        | 37    | 14    | 39    | 19    | 1     | 7     | 1     | 2     | 8     | 2        | .256  | .353     | .287     | .640  |
| 通算：1年 | 通算：1年 | 43    | 129   | 18    | 33    | 2        | 1        | 0        | 37    | 14    | 39    | 19    | 1     | 7     | 1     | 2     | 8     | 2        | .256  | .353     | .287     | .640  |

### 背番号
- 38（2023年）
- 007（2024年[2] - ）